# Operclipygus mortavis
Operclipygus mortavis  (лат.) — вид мелких жуков-карапузиков из семейства Histeridae (Histerinae, Exosternini). Центральная Америка: Коста-Рика (Guanacaste: Miravalles Volcano; 10.72°N, 85.17°W). Длина 3,00 мм, ширина 2,81 мм. Цвет красновато-коричневый. Форма тела овальная. Вид был обнаружен в ловушке у мёртвой птицы  и описан в 2013 году энтомологами Майклом Катерино (Michael S. Caterino) и Алексеем Тищечкиным (Santa Barbara Museum of Natural History, Санта-Барбара, США). Название вида mortavis происходит от мёртвой птицы, к которой был привлёчен экземпляр типовой серии. Вид отнесён к таксономической группе Operclipygus mortavis group (крупнейший по размерам вид этой группы), близок к видам Operclipygus ecitonis и Operclipygus paraguensis, отличаясь от них ареалом (оба других вида южноамериканские) и деталями строения надкрылий и пронотума.